# 黎元洪
黎元洪（1864年10月19日—1928年6月3日），字宋卿，清末與中華民國政治家。生于湖北省黄陂县黎家河（今属大悟县），人称“黎黄陂”。清末加入海軍，後擔任新軍協統，武昌起義後，擔任中華民國都督、中華民國假定大元帥、中華民國副總統。袁世凱死後，其曾兩次擔任中華民國大總統。

## 生平

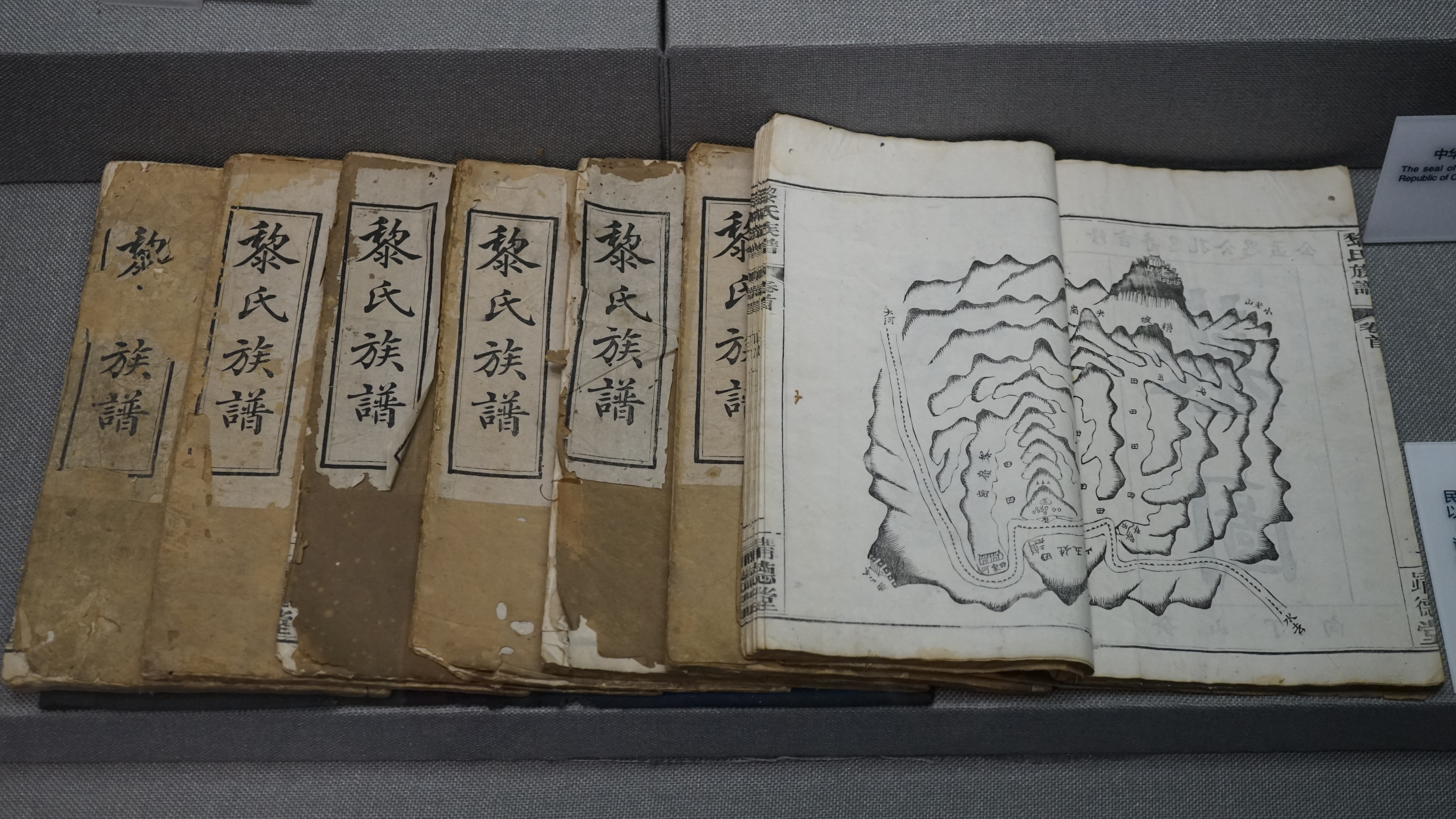
《黎氏族谱》记载了黎元洪的家世。不同于以往记载他祖籍安徽宿松，族谱中认为黎的祖先来自江西。并且记载黎元洪在汉阳度过了少年时代。

黎氏祖籍原系安徽省宿松县，自祖父起即经商湖北省，遂入黄州籍。1883年，黎元洪考入天津北洋水师学堂，為人謹厚，勤學，對引擎修造學尤具心得，為師長嚴復、薩鎮冰等所賞識，嚴復評他：“德高才疏”。毕业后，派往广东服役，曾在廣東水師中任廣甲號二管輪。中日甲午戰爭時被日艦擊沉，飄海遇救。之後投靠張之洞，被派督練新軍，並且多次赴日本學習軍事。
1906年，任新军第二十一混成協協統，駐守湖北武昌。4月27日，湖北漢陽兵工廠駐守營兵與工人發生衝突，工人舉行罷工，並拆毁營房；工廠會辦張彪、提調黎元洪迫令工人復工。
1911年，辛亥革命武昌起義時，黎元洪藏身在朋友家中。湖廣總督瑞澂出逃，提督兼新軍第八鎮統制張彪也逃去了漢口租界，革命黨人因軍中無主，遂擁立黎元洪出任湖北軍政府都督。25日，各省都督府代表聯合會成立後，公認武昌為中央軍政府，推選黎為大都督、假定副元帥、大元帥。1912年，南京中华民国临时政府成立，黎被選為临时副總統。2月，镇压反对他的武昌群英会暴动，9月，镇压南湖马队暴动。
1913年6月9日，李烈鈞被袁世凱免去江西都督官職，命令黎元洪兼署，黎即於翌日辭任。10月7日，黎元洪正式當選副總統。12月被段祺瑞脅迫入京，遷入瀛台居住。1914年1月，國會被解散，袁世凱於5月建立參政院作諮詢審議法律機關，命黎元洪為議長。
1915年12月12日，袁世凱接納國民代表大會的「推戴」為皇帝後，15日，封黎元洪為武義親王。黎元洪固辭，申令不許。 
1916年6月6日，袁世凱病死，黎元洪於7日接續其未完成的任期為第一任大總統。1917年，與國務總理段祺瑞發生“府院之爭”，因為爭議應否在第一次世界大戰向德國宣戰而決裂，段祺瑞以辭職威脅，5月23日，黎元洪免去段的職務，段離開北京赴天津，擁段的11省督軍在各地宣佈獨立。黎元洪急召張勳入京調解，張勳坐鎮天津，要求黎解散國會。6月12日，黎被迫下令解散國會。14日，張勳率領三千軍隊抵北京。7月1日張勳擁立十二歲的溥儀復辟。2日晚，黎逃入东交民巷日本公使館。12日，段祺瑞的討逆軍攻入北京，張勳逃匿荷蘭大使館。段祺瑞于14日進京，同日黎元洪通電去職，遷離日本使館。8月28日，黎元洪離開北京，遷往天津。
1922年直奉戰爭後，大總統徐世昌被驅逐。黎元洪復任大總統，次年6月被曹錕驱逐。后经过國會贿选(乃其他軍閥誣衊之說，支給5000元為當時長期欠薪的補發，且提領無其他要求，雖有討好之嫌，但事實上並無賄選，這點由投票結果可見，拿取支票但不投曹錕的人，有百餘人，可見提領支票並無附帶要求)，曹锟当选中華民國第三任大總統。
之後黎元洪寓居天津租界經商致富，有房地產七十餘處，晚年生活優渥，大力贊助教育事業。
1928年6月3日，前中華民國總統黎元洪在天津病逝，遺電勸各方息兵，並提出濟案求外交正義之解決及從速召集國民議會，解決時局糾紛等10項時局主張，病逝于天津英租界寓所。6月8日，國民政府明令優恤前大總統黎元洪，並着內政部詳擬喪葬典禮，以彰崇報元勳之典。6月28日，又頒令國葬黎元洪，撥款一萬元治喪，全國各地下半旗誌哀，鳴禮炮17響。
1935年，國民政府於武昌為黎元洪舉行國葬（墓在今武昌洪山區土公山南坡，華中師範大學校園內）。
1946年元旦，国府将曾位于汉口俄租界的一条马路命名为黎黄陂路，英文名一作“Li Yuanhong Blüd”。

## 遺電
元洪遭逄時會，得與創建民國之役。德薄位尊，時深惕厲。中間兩經當國，均不得行其志以去，退思補過，無時或忘。追維首義之初，主張罷言戰和，軍民分治，馴致裁兵廢督，身為之倡。一切措施，雖示能盡如人意，要無非力求和平統一，利國福民。不意十七年來，民生疾苦愈甚，國際地位愈危，桑梓之鄉，屢經變亂，辛亥同志，顛沛流離，負國負民，殊乖素志，頻年兵連禍結天瘡痍滿目，久已疾首痛心；此之濟案發生，外交岌岌，牽動舊疾，已非藥石所鹿挽囘，有不能不瀝誠作最後之忠告者；
1. （一）国民于济案，应以沉毅态度求外交正义之解决，不得有轨外行动；
2. （二）从速召集国民大会，解决时局纠纷；
3. （三）实行垦殖政策，化兵为农工，勿使袍泽失所；
4. （四）调剂劳资，应适合全民心理与世界经济趋潮，统筹兼顾，豫定翔实法规，行之以渐，毋率尔破坏社会组织及家庭制度，俾免各趋极端；
5. （五）振兴实业，以法律保障人民权利；
6. （六）正德利用厚生，不可偏废，毋忘数千年立国之根本精神，道德礼教，当视物质文明尤为重要；
7. （七）革命为迫不得已之事，但愿一劳永逸，俾国民得以早日休养生息，恢复元气；
8. （八）参酌近今中外情势，似应采用国家社会主义，毋遽思破除国界，为外强所利用；
9. （九）早定政治方针与教育宗旨，以法治范围全国，应折中至当；
10. （十）民元以来，凡无抵触国体之创制，应仍旧保存，请勿轻议纷更。

## 评价
嚴復評價黎元洪說：“黎公道德，天下所信。然救國圖存，斷非如此道德所能有效。何則？以柔暗故！遍讀中西歷史，以為天下最危險者，無過良善暗懦人。下為一家之長，將不足以庇其家；出為一國之長，必不足以保其國。”
章太炎「天坼天崩，哀感何極」，先後作《祭大總統黎公文》及《大總統黎公墓誌銘》。章又作一聯挽黎︰「繼大明太祖而興，玉步未更，倭寇豈能干正統；與五色國旗俱盡，鼎湖一去，譙周從此是元勳。」
张振武被杀案，黎元洪有不可推卸的责任。
后人总体评价黎元洪任大总统的北洋军阀时期频繁参与议会形式下的政治斗争，显示出黎元洪从几乎没有共和意识的清代督统成长为共和制国家参政者的进步。而黎元洪后期的政治生活中也基本恪守了共和国家的基本准则，乃至袁世凱稱帝、张勋两次复辟活动中都给予了反对态度。由于黎在民国早期为稳定政局所作出的工作贡献，后期工作上大多还是给予了正面的评价。

## 后代
- 长女黎绍芬，生于1901年6月16日；逝于1966年12月9日（65歲）=徐璧文
  - 徐保罗教授
  - 徐世敏
- 长子黎绍基，生于1903年7月7日；逝于1983年1月31日（79歲）=唐闳律
- 次女黎绍芳，生于1906年12月29日；逝于1945年4月15日（38歲）=袁克玖
- 次子黎绍业，生于1911年7月29日；逝于1996年2月9日（84歲）=刘孝琛
  - 孙子黎昌晋

## 軼事
其二女兒黎紹芳嫁给袁世凱九子袁克玖。黎绍芳生於1906年12月19日。1914年訂婚時才8歲。1934年28歲時與袁克玖結婚。後逝於精神病院。

## 著作
- 《黎副總統政書》

## 腳註
1. ↑  沈雲龍（2005年）
2. ↑  李新（2011年），第25页
3. ↑   (PDF). 政府公報. 1913-06-10, (393號)  [2023-02-17]. （原始内容存档 (PDF)于2023-04-16）.
4. ↑  . 時事新報 (上海). 1913-06-12. 任命元洪兼署領江西都督事……似無設都督之必要……何以表平日淡視權位之心，伏乞收回成命……肅此電辭……
5. ↑  袁克文.  . 维基文库. 1921-01-03. 瀛台故清帝居……元洪至，顧而大樂……及帝制初籌時，先公以元洪居府中，多有不宜，乃修邸遷之，或諫先公曰：「不可使宋卿外居，不易監察，苟變，將奈何？」
6. ↑  . 時事新報. 1917-07-04. 黎總統之避難，由日本公使館公表如左：黎大總統率同侍衛武官唐仲寅、秘書劉少秋（譯音），並從者一人，於七月二日午後九時半，並未豫先通知，突至日本公使館內，入公使館武官齋藤少將官舍，求一身之保護。本公使館認爲事出於不得已，顧國際之通誼，决予相當之保護，現使住於公使館內兵營
7. ↑  . 北京日報 (北京). 1917-07-15. 元洪已於本日移居東廠胡同，擬卽赴津宅養疴，此次因故去職，負疚孔多，以後息影家園，不聞政治
8. ↑  . 申報 (上海). 1917-08-30.
9. ↑  李新（2011年），第3072页
10. ↑  李新（2011年），第3077页
11. ↑  . news.sina.com.cn.   [2023-12-05]. （原始内容存档于2023-12-05）.
12. ↑  施雨华.  (5). 人民文摘  [2024-05-14]. （原始内容存档于2024-05-14） （中文）.